# Barrage de Beni Haroun
Le barrage de Beni Haroun est un barrage de type poids, situé à l'extrême nord de la wilaya de Mila, au nord-est de l'Algérie. D'une hauteur de  118 m, il est le plus grand barrage en Algérie avec une capacité de 960 millions m3.

## Histoire
L'idée de la construction du barrage remonte à 1983, la première étude est faite par le bureau d'études américain, Harza Engineering Company. 
La construction est confiée à l'entreprise chinoise CWE. Les travaux démarrent en 1988, avec le creusement de deux galeries de dérivation en rive gauche et l'excavation de l'évacuateur de crue, en rive droite. En juin 1992, le contrat est résilié pour divers problèmes, faible avancement des travaux et problèmes financiers. 
La construction du barrage est réattribuée à l'entreprise espagnole Dragados. Les travaux démarrent en 1996 et la construction du barrage est terminée en 2001.
Le remplissage du barrage a débuté en août 2003. Le 5 janvier 2004, le barrage est inauguré par le président Abdelaziz Bouteflika.

## Description
De type poids rectiligne en béton compacté au rouleau (BCR), il mesure 118 mètres de haut, 714 mètres de longueur de crête et retient un volume de 960 millions m3 d'eau. La digue a nécessité plus de 1,5 million m3 de BCR.
Le barrage de Beni Haroun est doté d'une grande station de pompage d'eau brute, d'une puissance de 180 MW.

## Capacité
En juin 2011, le barrage a atteint un niveau des plus élevés depuis le début de son remplissage graduel en 2005 en atteignant le volume de 851 millions de m3. Le 12 février 2012, le barrage a atteint un pic historique jamais réalisé depuis sa mise en service soit 1 milliard de m3, dépassant ainsi de 40 millions de mètres cubes sa capacité théorique (960 millions de m3),. 
Le barrage alimente en eau potable plusieurs régions limitrophes de la wilaya de Mila, notamment les wilayas de Jijel, Constantine, Oum-El-Bouaghi, Batna et Khenchela. Le barrage fournit également une quantité importante d'eau d'irrigation pour quelques centaines d'hectares d'exploitations agricoles dans les régions voisines.

## Impact environnemental
Le barrage de Beni Haroun accueille de plus en plus d'oiseaux migrateurs. Parmi les espèces accueillies on compte la sarcelle d'été, la sarcelle marbrée, le chevalier cul-blanc, le chevalier aboyeur, le bécasseau minute, le bécasseau variable, le gravelot à collier interrompu, et la foulque macroule (Fulica atra),.